# 웬디 로비

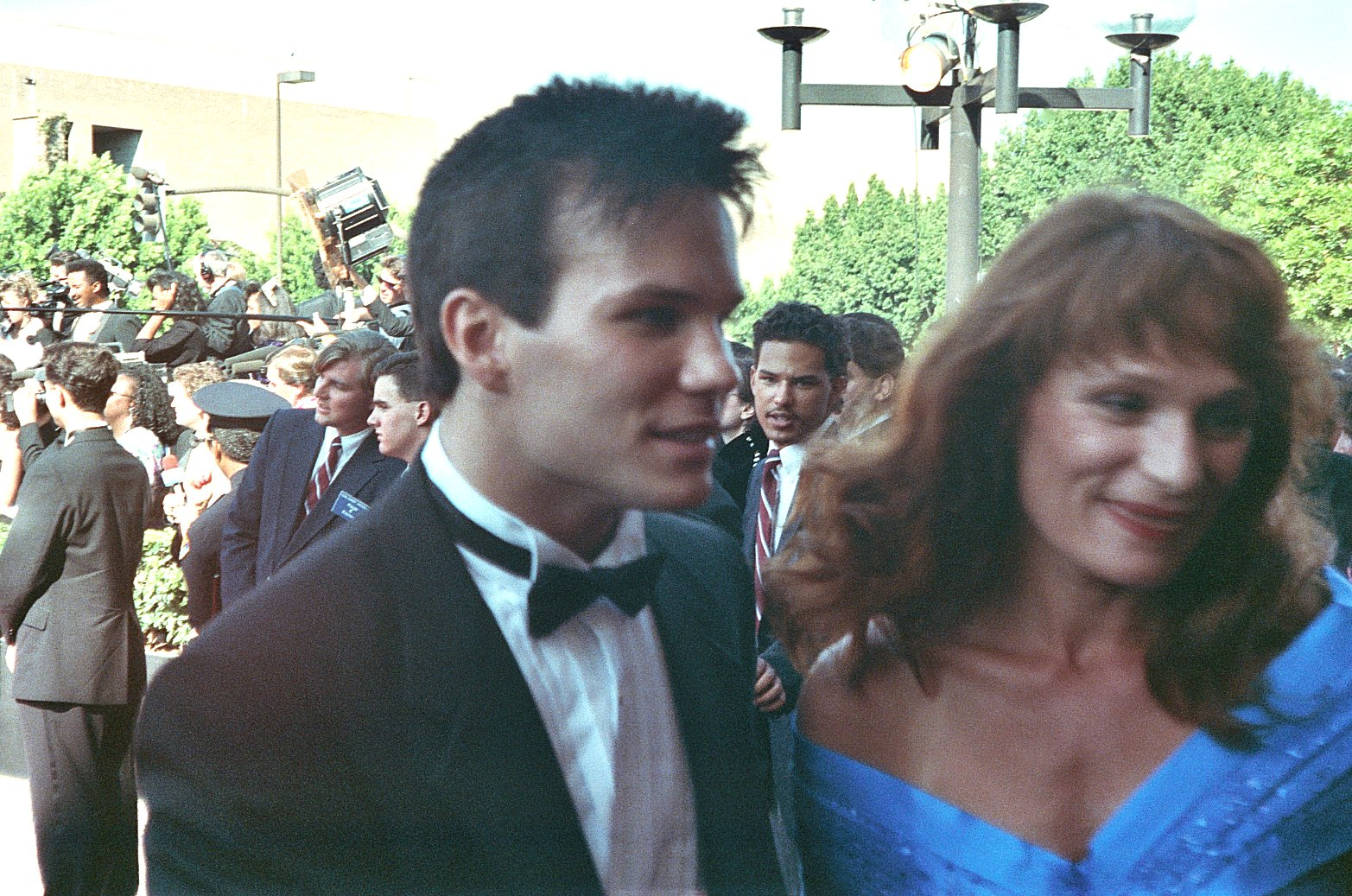

웬디 로비(Wendy Robie, 1953년 10월 6일 ~ )는 미국의 배우, 텔레비전 배우, 영화배우이다.
신시내티에서 태어났다.

## 영화
- 워 더 월드 마인 (2008년)
- 애틱 엑스피디션 (2001년) - 닥터 댈라마 역
- 로스트 보이지 (2001년)
- 덴티스트 2 - 이프 (1998년)
- 디얼리 디보티드 (1998년)
- 브룩클린의 뱀파이어 (1995년)
- 애니를 위한 곳 (1994년)
- 공포의 계단 (1991년) - 엄마 역
- 트윈 픽스 시즌1 (1990년)